# John Couch Adams
John Couch Adams FRS (født 5. juni 1819 i Laneast, nær Launceston i Cornwall, død 21. januar 1892 i Cambridge) var en britisk matematiker og astronom.  
Han er mest kendt for gennem matematiske beregninger at have forudsagt eksistensen af en planet (Neptun) uden for Uranus' bane. Beregningerne blev foretaget for at forklare uregelmæssigheder i Uranus' kredsløb i forhold til de fysiske love som beskrevet af Kepler og Newton. På samme tid som John Couch Adams foretog sine beregninger, arbejdede Urbain Le Verrier uafhængigt af Adams med de samme beregninger. Le Verrier assisterede astronomen Johann Gottfried Galle ved Berlins Observatorium med at lokalisere planeten, der den 23. september 1846 blev fundet inden for 1° af den forudsagte placering. 
Han var tilknyttet University of Cambridge som Lowndean Professor i 33 år fra 1859 og til sin død.

## Hædersbevisninger
Et nedslagskrater på Månen er opkaldt efter ham, Walter Sydney Adams og Charles Hitchcock Adams. Neptuns yderste ring og asteroiden 1996 Adams er også opkaldt efter Adams. are also named after him. 
University of Cambridge uddeler The Adams Prize, der er opkaldt efter Adams. Hans personlige bibliotek opbevares af Cambridge University Library.